# Daniel Spanke
Daniel Spanke (* 5. Juni 1966 in Gelsenkirchen) ist ein deutscher Kunsthistoriker, Kurator und Museumsdirektor. Zuletzt leitete Spanke die Liebermann-Villa am Wannsee in Berlin. Von 2002 bis 2006 war er Leiter der Kunsthalle Wilhelmshaven, von 2006 bis 2012 Kurator für Klassische Moderne und Kunst um 1945 am Kunstmuseum Stuttgart, von 2012 bis 2017 Ausstellungskurator am Kunstmuseum Bern und von 2017 bis 2019 Direktor des Gustav-Lübcke-Museums in Hamm.

## Werdegang
Daniel Spanke wuchs in Gelsenkirchen auf und studierte Kunstgeschichte, Klassische Archäologie und Germanistik an der Ruhr-Universität Bochum unter anderem bei Max Imdahl, der Justus-Liebig-Universität Gießen unter anderem bei Norbert Werner und Wolfram Martini, der Philipps-Universität Marburg und der Universität zu Köln. 2000 wurde seine Magisterarbeit Das Mandylion. Ikonographie, Legenden und Bildtheorie der „Nicht-von-Menschenhand-gemachten Christusbilder“, 2004 seine Doktorarbeit Porträt – Ikone – Kunst. Methodologische Studien zur Geschichte des Porträts in der Kunstliteratur veröffentlicht. 2000 bis 2002 war er wissenschaftlicher Volontär an der Kunsthalle in Emden.

## Wirken

### Kunsthalle Wilhelmshaven
Spanke war 2002 die dritte Neubesetzung der Leitung der Kunsthalle Wilhelmshaven innerhalb von vier Jahren. Sein Programm umfasste Ausstellungen zur zeitgenössischen Kunst, die Ausrichtung des Kunstwettbewerbs Nordwestkunst, zur Klassischen Moderne und zu kulturgeschichtlichen Themen. 2006 verließ er die Kunsthalle Wilhelmshaven, um ans Kunstmuseum Stuttgart zu wechseln. Zuvor gab es eine politische Debatte über die Finanzierung der Kunsthalle Wilhelmshaven durch die Stadt.

#### Ausstellungen in Wilhelmshaven (Auswahl)
- Ornament – Schönheit und Verbrechen. Mariella Mosler + Silke Radenhausen + Jochen Twelker + Ekrem Yalcindag. 22. Juni – 1. August 2003.
- Kaiser Wilhelm II. als Zeichner und Maler. Kunsthalle Wilhelmshaven, 14. September – 16. November 2003.[6][7][8]
- Strenges Holz. Heiner Szamida – Helga Weihs – Jan de Weryha. 25. April – 27. Juni 2004.
- Rainer Fetting trifft Lovis Corinth. Wilde Malerei über die Zeit. 3. Juli – 11. September 2005.
- Gott sehen. Risiko und Chancen religiöser Bilder. 3. Dezember 2005 bis 12. Februar 2006.[9]
- Tiefes Licht. Schwarz in der zeitgenössischen Fotografie. Zofia Kulik + Peter Schlör + Michael Schnabel + Ingolf Timpner + Adam Thompson. 17. September – 12. November 2006.
- Gereon Krebber. All that is solid melts into air. 18. Februar – 15. April 2007

### Kunstmuseum Stuttgart
Am Kunstmuseum Stuttgart war Spanke seit 2006 als Kurator für die Klassische Moderne zuständig. Er betreute die weltweit bedeutendste Museumssammlung von Werken Otto Dix’, war Kurator des Archivs Baumeister für das Werk von Willi Baumeister und setzte sich für die Wiederentdeckung von Adolf Hölzel und der von Hölzel initiierten Stuttgarter Avantgarde ein. Außerdem war er verantwortlich für die Neukonzeption des Wohnhauses von Otto Dix in Hemmenhofen am Bodensee zum Museum Haus Dix als Dependance des Kunstmuseums Stuttgart, das er bis zu seinem Weggang auch leitete.

#### Ausstellungen in Stuttgart (Auswahl)
- Getroffen. Otto Dix und die Kunst des Porträts. 1. Dezember 2007 bis 6. April 2008.
- Dieter Krieg. Fritten und Brillanten. 26. April – 17. August 2008.
- Kaleidoskop. Hoelzel in der Avantgarde. 11. Juli – 1. November 2009.

### Kunstmuseum Bern
2012 wechselte Spanke zum Kunstmuseum Bern, vertrat dort den Direktor und betreute die umfangreiche Kunstsammlung bis zur zeitgenössischen Kunst. Vor allem seine Ausstellung Moderne Meister. „Entartete“ Kunst im Kunstmuseum Bern erregte im Umfeld der Annahme des Erbes von Cornelius Gurlitt, deren Alleinerbe das Kunstmuseum Bern wurde, Aufmerksamkeit. Die Beauftragter der Bundesregierung für Kultur und Medien, Monika Grütters, Co-Schirmherrin der Ausstellung, würdigte die Sonderschau als Vorbild im Umgang mit der Sammlungs- und Erwerbungsgeschichte.

#### Ausstellungen in Bern (Auswahl)
- Germaine Richier. Retrospektive. 29. November 2013 bis 6. April 2014.
- „Die Farbe und ich“. Augusto Giacometti. 18. September 2014 bis 8. Februar 2015.
- Stein aus Licht. Kristallvisionen in der Kunst von der Romantik bis zur Gegenwart. 24. April – 6. September 2015.
- Moderne Meister. „Entartete“ Kunst im Kunstmuseum Bern. 7. April – 21. August 2016.

### Gustav-Lübcke-Museum
2017 wechselte Spanke als Direktor zum Gustav-Lübcke-Museum in Hamm. Dort brachte er vor allem die digitale Erfassung der umfangreichen Sammlungen des Hauses auf den Weg und plante eine Neuordnung der Sammlungausstellungen. Die auf verschiedene Geschosse verteilten Abteilungen Regionalarchäologie und Stadtgeschichte sollten ebenso wie die Abteilungen Kunsthandwerk und Freie Kunst langfristig wieder zusammengeführt und die Sammlung zum Alten Ägypten neu gestaltet werden. Die Digitalisierung und digitale Veröffentlichung der Sammlungsbestände sollte ebenfalls vorangetrieben werden. Ein weiteres Anliegen war ihm die Aufarbeitung der Museumsgeschichte unter Ludwig Bänfer während der nationalsozialistischen Diktatur. Nach nur eineinhalb Jahren kündigte Spanke seinen Arbeitsvertrag mit der Stadt Hamm. Spanke führte als Gründe für seinen frühen Weggang auch mangelnde Unterstützung innerhalb der Stadtverwaltung Hamm an, die ihm zudem kaum Freiheiten und administrative Möglichkeiten zur Umsetzung neuer Ideen gelassen hätte.

#### Ausstellungen in Hamm (Auswahl)
- Mumien. Der Traum vom ewigen Leben. Gustav-Lübcke-Museum, 3. Dezember 2017 – 17. Juni 2018.[20]

### Liebermann-Villa am Wannsee, Berlin
Von April 2019 bis Juni 2019 war Daniel Spanke Direktor der Liebermann-Villa am Wannsee in Berlin. Sein Anstellungsverhältnis wurde noch in der Probezeit gekündigt. Zuvor war der Vorstandsvorsitzende des Vereins, Hans Gerhard Hannesen, zurückgetreten, offenbar wegen Uneinigkeiten mit Teilen des Vorstandes über die weitere Entwicklung des Museums. Seitdem arbeitet Spanke als selbstständiger Festredner in Berlin und Brandenburg.

### Gremienarbeit (in Auswahl)
Daniel Spanke war in seiner Wilhelmshavener Zeit Geschäftsführer der Kunstfreunde für Wilhelmshaven e. V., von 2006 bis 2012 Geschäftsführer der Konrad-Knöpfel-Stiftung Fritz Winter, seit 2007 Wissenschaftlicher Beirat der Adolf-Hölzel-Stiftung, von 2012 bis 2017 Geschäftsführer der Johannes-Itten-Stiftung und Schatzmeister der Adolf-Wölfli-Stiftung. In seiner Hammer Zeit arbeitete Spanke aktiv in den Netzwerken RuhrKunstMuseen und der Vereinigung westfälischer Museen mit. In jüngster Zeit ist Spanke Mitglied in der Bundesarbeitsgemeinschaft Trauerfeier (BATF).

## Publikationen (Auswahl, keine Beiträge in oben aufgeführten Katalogen)
- Die ältesten Selbstbildnisse Europas? Zur Bedeutung der Malerdarstellungen Johannes Aquilas von Radkersburg in Velemér (1378) und Martjanci (1392) für eine Frühgeschichte des Porträts. In: Zbornik za umetnostno zgodovino, Ljubljana, N.S. 34.1998, 114–159.
- Das Mandylion. Ikonographie, Legenden und Bildtheorie der „Nicht-von-Menschenhand-gemachten Christusbilder“. Monographien des Ikonenmuseums Recklinghausen. Bd. 5. Recklinghausen 2000, ISBN 3-929040-48-4.
- Porträt – Ikone – Kunst. Fink. München 2004, ISBN 3-7705-3908-7.
- Teste capricciose. Vittore Ghislandi und die Kunst der Erfindung im Porträt. Das Capriccio als Kunstprinzip, Köln 2006, Ausstellungskatalog Wallraf-Richartz-Museum, S. 103–109, ISBN 88-8118-144-4.
- „Wir malen keine Bilder, wir studieren“. Baumeister und die Stuttgarter Akademie als verhindertes Bauhaus? In: Nils Büttner, Angela Zieger (Hrsg.): Rücksichten. 250 Jahre Akademie der Bildenden Künste Stuttgart. Ein Lesebuch. Stuttgart 2011, ISBN 978-3-931485-11-5, S. 183–198.
- Konstruierter Apoll. Willi Baumeisters Apollbilder und der Neue Mensch bei Otto Meyer-Amden und Oskar Schlemmer (Schriften des Archiv Baumeister im Kunstmuseum Stuttgart, Bd. 3). Berlin/München 2011, ISBN 978-3-422-07022-6.
- Farbkreise als diagrammatisches Modell der modernen Malerei. Cézanne – Hölzel – Lohse. In: Christoph Wagner, Gerhard Leistner (Hrsg.): Vision Farbe. Adolf Hölzel und die Moderne (evidentia, Bd. 3). Paderborn 2015, ISBN 978-3-7705-5258-0, S. 174–194.
- Das Mandylion und die Aufhebung des alttestamentarischen Bilderverbots im Christentum. In: Axel Langer (Hrsg.): Im Namen des Bildes. Die figürliche Darstellung in islamischen und christlichen Kulturen, Berlin 2022, Ausstellungskatalog Museum Rietberg, Zürich, S. 341–355, ISBN 978-3-7757-4732-5.